# Socialistisk Folkeparti
SF - Socialistisk Folkeparti (i daglig tale ofte blot SF; engelsk: Green Left) er et dansk venstreorienteret politisk parti, hvis ideologiske udgangspunkt er opbygget omkring socialisme eller mere specifikt folkesocialisme, inspireret af demokratisk socialisme og grøn politik.
Partiet blev dannet i 1959 af det DKP-ekskluderede medlem Aksel Larsen, som mente, at man skulle indføre socialisme via den demokratiske vej og uden diktater fra Sovjetunionen. I starten var fokus i høj grad på økonomi og nedrustning, men ad åre fik partiet flere mærkesager som f.eks. miljø, uddannelse, ligestilling og menneskerettigheder.
Partiet har været støtteparti for forskellige socialdemokratisk ledede regeringer i tidens løb, startende med "Det Røde Kabinet" i 1966-67. Vælgermæssigt har det haft tre højdepunkter, hvor partiet opnåede mere end 10 % af stemmerne, efterfulgt af bølgedale: Første gang ved folketingsvalget 1966 under Aksel Larsen, anden gang i en årrække i 1980'erne med Gert Petersen som formand, og tredje gang ved folketingsvalget 2007 under den relativt nyvalgte formand Villy Søvndal.
Villy Søvndal arbejdede målbevidst for at gøre SF til et regeringsparti og fik opfyldt sit ønske, da SF sammen med Socialdemokratiet og Radikale Venstre indgik i Regeringen Helle Thorning-Schmidt I 2011-14. Regeringsperioden blev dog ingen succes for SF, hvor mange medlemmer og vælgere mente, at partiet havde svigtet sin traditionelle politik. Villy Søvndal gik af som formand i 2012, hvorefter det relativt ukendte folketingsmedlem Annette Vilhelmsen vandt et kampvalg om formandsposten mod partiledelsens kandidat, sundhedsminister Astrid Krag. SF trådte ud af regeringen i januar 2014 efter intern uenighed om statens salg af en del af DONG Energy, og Annette Vilhelmsen fratrådte samtidig som formand og blev afløst af Pia Olsen Dyhr.
I 2019 fik SF 14 mandater i Folketinget og 2 medlemmer af Europa-Parlamentet.
SF's ungdomsorganisation er Socialistisk Folkepartis Ungdom, normalt forkortet SFU.

## Historie

### 1958-1968
Socialistisk Folkeparti blev etableret den 24. november 1958 af Aksel Larsen, der otte dage tidligere var blevet ekskluderet af Danmarks Kommunistiske Parti (DKP). Splittelsen i DKP skyldtes bl.a. forholdet til Sovjetunionen. Ifølge egen udlægning tog SF fra starten afstand fra diktaturet i Sovjetunionen, fordi partiet mente, at socialismen var et udtryk for en udvidelse af demokratiet, ikke det modsatte. I artiklen "Fri af bjørnens kløer : SF om Sovjetunionen 1959-68," i Skabelon:ISBN link, beskriver Anja Nymand Hansen derimod, at SF ikke fjernede sig væsentligt fra sit kommunistiske udgangspunkt i de første ti år af sin eksistens. Den formelle stiftelse af det nye parti skete på den stiftende partikongres den 15. februar 1959.
Til folketingsvalget 1960 kom partiet ind i Folketinget med 11 mandater, men mistede et mandat ved folketingsvalget i 1964. I løbet af 1960'erne engagerede SF sig i fredsbevægelsen og gik imod atomkraft og atomvåben. Det forsøgte at "gå på to ben" ved at kombinere sit parlamentariske arbejde med aktiv deltagelse i græsrodsbevægelser.
Ved folketingsvalget 1966 fordoblede SF sit mandattal til 20 og havde sammen med Socialdemokratiet absolut flertal, hvilket Jens Otto Krag benyttede til at danne en ren socialdemokratisk regering med SF som støtteparti. Dette folketingsflertal blev populært kaldet "Det røde kabinet." Samarbejdet holdt dog kun et år, og det gav samme år anledning til splittelse inden for partiet. Konflikten førte til, at Venstresocialisterne opstod som en udbrydergruppe fra SF. Ved det følgende valg i 1968 mistede SF ni mandater, og samme år gik formanden og partistifteren Aksel Larsen af og blev erstattet af Sigurd Ømann.

### 1968-1991
I 1972 var der afstemning om Danmarks deltagelse i Fællesmarkedet. I denne sag var SF det eneste parti i Folketinget, der samlet stemte nej. Ved det såkaldte jordskredsvalg i 1973 mistede SF yderligere seks mandater, og det følgende år gik Ømann af som formand og blev erstattet af Gert Petersen. I løbet af 1970'erne ændrede SF sit program for at tiltrække nye vælgere og sociale bevægelser. Partiet kom nu til at fokusere mere på miljøet og kønspolitik. Ved folkeafstemningen om Den Europæiske Fælles Akt (EF-pakken) gik SF sammen med Socialdemokratiet og Det Radikale Venstre mod denne. Akten blev dog tiltrådt efter et pænt ja-flertal ved folkeafstemningen. I løbet af 1980'erne havde partiet et stabilt mandattal på lidt over tyve i Folketinget. Ved folketingsvalget 1987 fik partiet sit højeste mandattal nogensinde på 27. Ved folketingsvalgene i 1988 og 1990 mistede SF 4 og 9 sæder. I 1991 fik Holger K. Nielsen formandsposten efter et kampvalg mod Steen Gade.

### 1992-2011
I løbet af 1990'erne fik partiet en større politisk indflydelse. Ved folkeafstemningen om Maastricht-traktaten opfordrede SF til at stemme imod den. I 1993 indgik SF et historisk kompromis med de øvrige partier i Folketinget, idet SF accepterede Edinburgh-aftalen, hvilket gjorde SF til en del af Det Nationale Kompromis. Derfor accepterede SF nu også Maastricht-traktaten. På trods af den større indflydelse var støtten til partiet dalende. I 1991 indførte SF et nyt partiprogram Mod Nye Tider, som ikke længere fulgte den tidligere anti-EU-linje. Mellem 1993 og 2001 støttede SF en regering med Socialdemokratiet og Det Radikale Venstre ledet af Poul Nyrup Rasmussen. Ved folkeafstemningen om euroen anbefalede SF at stemme nej.
Tilslutningen til partiet faldt stadig, og efter at VK-regeringen trådte til i 2001, mistede SF en del indflydelse på Christiansborg. I 2005 trådte Holger K. Nielsen af som formand, og ved et kampvalg mellem Villy Søvndal, Meta Fuglsang og Pia Olsen vandt Søvndal, som siden i såvel folketingsgruppen som i sekretariatet prægede stemningen og engagementet i partiet. Der blev nu satset på mere professionalisme og brug af fokusgrupper, og en langsigtet ændring af valgstrategier sattes i værk. Blandt andet begrænsedes antallet af mærkesager ved valgene til tre for at slå tydeligere igennem med færre slogans. Dette blev kombineret med, at tre folketingskandidater blev eksponeret bredt over hele landet. Ud over Søvndal var det Ole Sohn og Pernille Vigsø Bagge.
Folketingsvalget i 2007 gav SF næsten dobbelt så mange mandater som ved valget i 2005, med øget tilslutning jævnt fordelt landet over. Den borgerlige regering fortsatte dog stadig. I organisationen gav de ekstra stemmer og mandater i sig selv fornyede og øgede ressourcer. Medierne havde imidlertid iagttaget Søvndals gennemslagskraft, som de gav ham lejlighed til at udfolde i mange sammenhænge. SF's position i meningsmålingerne steg kontant over nogle måneder hvilket blev navngivet "Villy-effekten".
I februar 2008 udtalte Søvndal sig kritisk om det islamistiske Hizb-ut-Tahrir. Det var med at omdefinere SF's udlændingepolitik og skabte stor opmærksomhed om partiet udefra samt nogen kritik internt i partiet. Borgerlige politikere og vælgere roste Søvndals retorik, hvilket i sig selv skabte usikkerhed internt i dele af partiet, som følte det omklamret af nogle af hovedmodstanderne fra højrefløjen i dansk politik. Søvndals kontante melding gav yderligere vind i sejlene i meningsmålingerne.
6. januar 2010 døde partiets næstformand, Jakob Nørhøj, pludseligt. I april måned blev 25-årige Thor Möger Pedersen valgt som ny næstformand.

### 2011-2014
Folketingsvalget 2011 resulterede i en væsentlig tilbagegang til 9,2 % af stemmerne på landsplan og 16 mandater – et tab på 7. Navnlig i Hovedstaden led partiet store tab til Enhedslisten. Socialistisk Folkeparti gik fra at være det tredjestørste parti i hovedstadsområdet til at være det sjettestørste. I Folketinget blev Socialistisk Folkeparti marginalt mindre end Det Radikale Venstre med deraf følgende tab af prestige i den nye regering. På trods af nederlaget kom SF med i den nye regering, da partiet efter valget indgik i Regeringen Helle Thorning-Schmidt I, hvor det fik seks ministerposter - herunder posten som udenrigsminister til Villy Søvndal. I de efterfølgende meningsmålinger havde partiet en markant tilbagegang i stemmetal, og den 7. september 2012 offentliggjorde partiformanden Villy Søvndal, at han ville trække sig tilbage som formand for partiet. Den 12. september meldte sundhedsminister Astrid Krag sig som kandidat for posten. Det relativt ukendte folketingsmedlem Annette Vilhelmsen bekendtgjorde sit kandidatur til posten den 17. september. Den 13. oktober 2012 blev Vilhelmsen valgt til formand for SF gennem urafstemning blandt SF's medlemmer ved et partikonvent i København. Hun fik 4.793 stemmer, svarende til 66 % af stemmerne. Astrid Krag fik 2.472 stemmer, svarende til 34 %. Stemmeprocenten var på 59,4 % 
I Vilhelmsens formandsperiode blev SF udsat for megen kritik for den politik, der blev ført af regeringen, blandt andet under lærerlockouten i 2013 og i forbindelse med vedtagelsen af finansloven for 2014. Ved kommunalvalget i november 2013 fik partiet blot 5,6 % af de afgivne stemmer på landsplan mod 14,5 % ved valget i 2009. Problemerne kulminerede, da regeringen stillede forslag om salg af aktier i DONG Energy. Vilhelmsen kunne ikke opnå fuld opbakning hertil i sin folketingsgruppe og valgte at trække sig som formand. I forlængelse heraf trådte SF ud af regeringen.

#### Personskifter til Socialdemokratiet
I månederne efter formandsvalget skiftede flere ledende SF’ere til Socialdemokratiet. Blandt disse var den tidligere næstformand Mattias Tesfaye, politisk ordfører Jesper Petersen, medlem af Europa-Parlamentet Emilie Turunen og den vragede skatteminister Thor Möger Pedersen. Da SF forlod regeringen i januar 2014, fulgte endvidere sundhedsminister Astrid Krag og Ole Sohn trop. Derudover skiftede den hidtidige miljøminister Ida Auken parti til Radikale Venstre. Også en række SF'ere i kommunalbestyrelser og regionsråd forlod partiet i løbet af regeringsperioden.

### 2014-nu
13. februar 2014 blev den tidligere minister Pia Olsen Dyhr valgt til ny formand for SF uden modkandidater. Ved folketingsvalget i 2015 indkasserede SF et nyt valgnederlag, idet partiet med 4,2% af stemmerne blev reduceret til 7 mandater. Ved kommunalvalget i november 2017 fik SF 5,7 % af stemmerne i kommunerne og 7,3% af stemmerne i regionerne.
Ved folketingsvalget i 2019 fik SF 7,7 % af stemmerne og 14 mandater i Folketinget. Ved valget til Europa-Parlamentet 10 dage inden fik SF 13,2 % af stemmerne og gik fra ét til to medlemmer af Europa-Parlamentet. Den ene Karsten Hønge, der valgte ikke at modtage sit valg. I 2020 skiftede Rasmus Nordqvist fra Alternativet til SF og blev dermed partiets 15. mandat i Folketinget.
Den 20. marts 2022 skiftede SF deres engelske navn fra Socialist People's Party, til Green Left.

## Ideologi og mærkesager
SF ligger til venstre, og den ideologiske base er folkesocialisme inspireret af demokratisk socialisme og grøn politik.
I henhold til SF's love §2, stk 1 er partiets formål at "virke for socialisme gennem udvidelse af demokratiet. Partiet arbejder på et marxistisk idégrundlag."
Partiet ser et demokratisk socialistisk Danmark som det endelige mål for sin politik,
og støtter menneskerettighederne og minoriteters rettigheder.
En vigtig sag, som har delt partiet, er den Europæiske Union (EU). Historisk set har partiet været voldsomt Euroskeptisk. I løbet af 1990'erne, da EU begyndte at støtte de post-kommunistiske østlande (som SF følte sig historisk forbundet med) og begyndte at implementere politik orienteret mod regional udvikling, miljøbeskyttelse og social beskyttelse, blev SF mere positivt stemt overfor EU. Emnet skaber dog stadig debat internt i partiet.
Blandt andre mærkesager for SF er globalisering baseret på solidaritet. Partiet ønsker at reformere verdenshandelsorganisationen WTO og større vægt på miljøbeskyttelse og støtte til kvinders ligestilling.

## Valgresultater

### Folketingsvalg
Liste med valgresultaterne i historien:
| Valgår | Leder             | Stemmer | Procent | Mandater | ±       |
| ------ | ----------------- | ------- | ------- | -------- | ------- |
| 1960   | Aksel Larsen      | 149.440 | 6,1 %   | 11 / 179 | 11      |
| 1964   | Aksel Larsen      | 151.697 | 5,8 %   | 10 / 179 | 1       |
| 1966   | Aksel Larsen      | 304.437 | 10,9 %  | 20 / 179 | 10      |
| 1968   | Aksel Larsen      | 174.553 | 6,1 %   | 11 / 179 | 9       |
| 1971   | Sigurd Ømann      | 262.756 | 9,1 %   | 17 / 179 | 6       |
| 1973   | Sigurd Ømann      | 183.522 | 6,0 %   | 11 / 179 | 6       |
| 1975   | Gert Petersen     | 150.963 | 5,0 %   | 9 / 179  | 2       |
| 1977   | Gert Petersen     | 120.357 | 3,9 %   | 7 / 179  | 2       |
| 1979   | Gert Petersen     | 187.284 | 5,9 %   | 11 / 179 | 4       |
| 1981   | Gert Petersen     | 353.373 | 11,3 %  | 21 / 179 | 10      |
| 1984   | Gert Petersen     | 387.122 | 11,5 %  | 21 / 179 | Uændret |
| 1987   | Gert Petersen     | 490.176 | 14,6 %  | 27 / 179 | 6       |
| 1988   | Gert Petersen     | 433.261 | 13,0 %  | 24 / 179 | 3       |
| 1990   | Gert Petersen     | 268.759 | 8,3 %   | 15 / 179 | 9       |
| 1994   | Holger K. Nielsen | 242.398 | 7,3 %   | 13 / 179 | 2       |
| 1998   | Holger K. Nielsen | 257.406 | 7,6 %   | 13 / 179 | Uændret |
| 2001   | Holger K. Nielsen | 219.842 | 6,4 %   | 12 / 179 | 1       |
| 2005   | Holger K. Nielsen | 201.047 | 6,0 %   | 11 / 179 | 1       |
| 2007   | Villy Søvndal     | 450.975 | 13,0 %  | 23 / 179 | 12      |
| 2011   | Villy Søvndal     | 326.192 | 9,2 %   | 16 / 179 | 7       |
| 2015   | Pia Olsen Dyhr    | 147.915 | 4,2 %   | 7 / 179  | 9       |
| 2019   | Pia Olsen Dyhr    | 272.093 | 7,7 %   | 14 / 179 | 7       |
| 2022   | Pia Olsen Dyhr    | 293.186 | 8,3 %   | 15 / 179 | 1       |

#### Geografisk fordeling af stemmerne
SF's vælgere har traditionelt fordelt sig ujævnt landet over. Procentuelt har partiet størst tilslutning i de store byer. I 2005 fik SF på landsplan 6,0 % af de afgivne stemmer. I Søndre Storkreds var det 11,5 % (Blågårdskredsen 13,6 %). I Bornholms og Sønderjyllands Amtskredse 4,0%. I Skjernkredsen i Ringkøbing Amtskreds stemte blot 2,7 % på partiet, modsat Lolland, hvor partiet fik den største procentandel. Ved folketingsvalget i 2011 var den geografiske fordeling af partiets stemmer mere ligelig. Partiet opnåede på landsplan 9,2 % af stemmerne. I Københavns Storkreds opnåede det 12,4 %, i Vestjyllands Storkreds 8,1 % og på Bornholm 7,3 %.

### Europa-Parlamentsvalg
| Valgår | Spidskandidat           | Gruppe | Stemmer | Procent | Mandater | ±       |
| ------ | ----------------------- | ------ | ------- | ------- | -------- | ------- |
| 1979   | Bodil Boserup           | COM    | 81.991  | 4,7 %   | 1 / 15   | 1       |
| 1984   | Bodil Boserup           | COM    | 183.580 | 9,2 %   | 1 / 15   | Uændret |
| 1989   | John Iversen            | EUL    | 162.902 | 9,1 %   | 1 / 16   | Uændret |
| 1994   | Lilli Gyldenkilde       | Grønne | 178.543 | 7,1 %   | 1 / 16   | Uændret |
| 1999   | Pernille Frahm          | G-EFA  | 140.053 | 7,1 %   | 1 / 16   | Uændret |
| 2004   | Margrete Auken          | G-EFA  | 150.766 | 8,0 %   | 1 / 14   | Uændret |
| 2009   | Margrete Auken          | G-EFA  | 371.603 | 15,9 %  | 2 / 13   | 1       |
| 2014   | Margrete Auken          | G-EFA  | 248.244 | 10,9 %  | 1 / 13   | 1       |
| 2019   | Margrete Auken          | G-EFA  | 364.895 | 13,2 %  | 2 / 14   | 1       |
| 2024   | Kira Marie Peter-Hansen | G-EFA  | 426.472 | 17,4 %  | 3 / 15   | 1       |

### Kommunalvalg
| Valg             | Stemmer | %    | Mandater    | +/- |
| ---------------- | ------- | ---- | ----------- | --- |
| 1962             | 109.841 |      | 45 / 11.414 | 45  |
| 1966             | 165.450 | 7,0  | 74 / 10.005 | 29  |
| Kommunalreform   |         |      |             |     |
| 1970             | 74.180  | 3,1  | 27 / 4.677  | 47  |
| 1974             | 84.662  | 3,9  | 78 / 4.735  | 51  |
| 1978             | 81.119  | 3,1  | 80 / 4.759  | 2   |
| 1981             | 157.027 | 5,7  | 155 / 4.769 | 75  |
| 1985             | 285.926 | 10,5 | 320 / 4.773 | 165 |
| 1989             | 266.297 | 10,0 | 298 / 4.737 | 22  |
| 1993             | 232.523 | 8,1  | 228 / 4.707 | 70  |
| 1997             | 213.091 | 7,5  | 233 / 4.685 | 5   |
| 2001             | 261.301 | 7,5  | 237 / 4.647 | 4   |
| Strukturreformen |         |      |             |     |
| 2005             | 211.793 | 7,4  | 162 / 2.522 | 75  |
| 2009             | 402.866 | 14,5 | 340 / 2.468 | 178 |
| 2013             | 175.306 | 5,6  | 116 / 2.444 | 224 |
| 2017             | 181.591 | 5,7  | 126 / 2.432 | 10  |
| 2021             | 235.076 | 7,6  | 168 / 2.432 | 42  |

### Amts- og Regionsrådsvalg
| Valg             | Stemmer | %    | Mandater | +/-     |
| ---------------- | ------- | ---- | -------- | ------- |
| 1962*            | 17.885  | 1,6  | 1 / 301  | 1       |
| 1966             | 34.637  | 2,7  | 1 / 303  | Uændret |
| Kommunalreform   |         |      |          |         |
| 1970             | 49.428  | 2,5  | 1 / 366  | Uændret |
| 1974             | 64.649  | 3,5  | 9 / 370  | 8       |
| 1978             | 77.205  | 3,5  | 12 / 370 | 3       |
| 1981             | 146.596 | 6,1  | 24 / 370 | 12      |
| 1985             | 239.388 | 10,1 | 40 / 374 | 16      |
| 1989             | 227.724 | 9,8  | 35 / 374 | 5       |
| 1993             | 205.049 | 8,2  | 30 / 374 | 5       |
| 1997             | 181.367 | 7,3  | 25 / 374 | 5       |
| 2001             | 203.310 | 6,7  | 23 / 374 | 2       |
| Strukturreformen |         |      |          |         |
| 2005             | 187.443 | 6,7  | 12 / 205 | 11      |
| 2009             | 408.148 | 15,3 | 32 / 205 | 20      |
| 2013             | 160.174 | 5,3  | 10 / 205 | 22      |
| 2017             | 224.791 | 7,3  | 14 / 205 | 4       |
| 2021             | 220.128 | 7,3  | 14 / 205 | Uændret |

*Ved amtsrådsvalget i 1962 var SF kun opstillet i Københavns Kommune, der fungerede som selvstændigt amt.

## Organisation
SF oplevede en væsentlig medlemsfremgang i 00'erne, hvor medlemstallet steg fra 6.500 i 2001 til 16.500 i 2009. Siden er det faldet igen og udgjorde i januar 2022 ca. 9.000 medlemmer, hvilket gjorde SF til Danmarks femtestørste parti målt på antal medlemmer på det tidspunkt.
SF's ungdomsorganisation Socialistisk Folkepartis Ungdom (SFU) fik på linje med moderpartiet en opblomstring i slutningen af 00'erne og starten af 10'erne. I 2007 blev SFU med knap 2.000 medlemmer landets største politiske ungdomsorganisation - en position, organisationen dog mistede igen i 2012. I 2021 havde SFU 1332 medlemmer og var dermed på fjerdepladsen blandt de ungdomspolitiske partier.
Socialistisk Folkeoplysningsforbund (SFOF), der er tilknyttet SF, afholder hvert år en politisk sommerlejr for medlemmer og interesserede på Livø, den såkaldte "Livø-lejr."

### Forbindelser til andre partier
SF har historisk ofte haft et godt forhold til Socialdemokratiet og Radikale Venstre, som har samarbejdet i mindretalsregeringer med støtte fra SF, samt til Enhedslisten.

### Internationale organisationer
SF er medlem af Nordisk Grønne Venstre Alliance, De Europæiske Grønne og Global Greens.
Første Europaparlamentsmedlem (MEP) fra SF, udpeget af Folketinget, var Per Dich, der sad fra 1972-73, tilknyttet Gruppen af Kommunister og beslægtede (COM). Han blev afløst af Jens Maigaard indtil 1977 og siden Gert Petersen indtil 1979. Ved første direkte valg til Europaparlamentet blev Bodil Boserup valgt og genvalgt i 1984. Da Grønland trådte ud af EU ved udgangen af 1984, trådte Finn Lynge fra Siumut ud, og hans plads blev overtaget af John Iversen. SF's MEP'er var stadig tilknyttet COM.
John Iversen blev genvalgt i 1989 og var nu tilknyttet den nye venstrefløjgruppe Forenede Europæiske Venstrefløj (GUE). Efter folkeafstemningen i Danmark om Edinburgh-aftalen blev John Iversen ekskluderet af GUE på grund af SF's rolle i afstemningen.. Han fortsatte i Den grønne gruppe resten af perioden.
Ved valget i 1994 blev kun Lilli Gyldenkilde valgt fra SF. Hun var tilknyttet gruppen Forenede Europæiske Venstrefløj/Nordisk Grønne Venstre (GUE/NGL). Da hun trådte ud i begyndelsen af 1996 på grund af sygdom, blev hun igen erstattet af John Iversen, der imidlertid senere samme år gik over til Socialdemokratiet og De Europæiske Socialdemokraters gruppe PES. Han afviste trods opfordringer at afgive sit mandat til sin suppleant. I 1999 blev Pernille Frahm valgt. Hun vendte tilbage til GUE/NGL.
Efter valget i 2004 valgte SF's eneste MEP Margrete Auken højst kontroversielt, på trods af SF's fortsatte medlemskab af Nordisk Grønne Venstre Alliance (NGL) og SF's hovedbestyrelses beslutning om forbliven i GUE/NGL, at sidde med i Gruppen De Grønne/Den Europæiske Fri Alliance (GREENS/EFA). Efter at hun i 2009 fik selskab af Emilie Turunen, fortsatte de begge i GREENS/EFA, denne gang uden større kontrovers. SF mistede på ny et Europaparlamentsmedlem til Socialdemokratiet, da Emilie Turunen i marts 2013 skiftede parti. Ved Europaparlamentsvalget 2014 blev Margrete Auken genvalgt som SF's eneste repræsentant.
Ved Europa-parlamentsvalget i 2019 fik SF 13,2% af stemmerne og gik fra 1 til 2 medlemmer af Europa-Parlamentet. Det første mandat gik til Margrete Auken mens det andet mandat gik til Kira Marie Peter-Hansen efter at Karsten Hønge valgte ikke at tage imod mandatet for at fortsætte i Folketinget.

## Folketingsmedlemmer og Ordførerskaber
Pr.  marts 2023. Kilde: Folketinget (arkiv)
- Pia Olsen Dyhr
  - Formand
- Karina Lorentzen Dehnhardt
  - Gruppeformand
  - Retsordfører
  - Landdistrikts- og øordfører (delt)
- Signe Munk
  - Politisk ordfører
  - Klimaordfører
  - Energiordfører
  - Forsyningsordfører
- Karsten Hønge
  - Medlem af Præsidiet
  - Arbejdsmarkedsordfører
  - Beskæftigelsesordfører
  - Udenrigsordfører
  - Færøerneordfører
  - Grønlandsordfører
- Jacob Mark
  - Børne- og undervisningsordfører
  - FGU-ordfører
- Lisbeth Bech-Nielsen
  - Finansordfører
  - Erhvervsordfører
  - IT-ordfører
- Kirsten Normann Andersen
  - Gruppenæstformand
  - Sundhedsordfører
  - Epidemiordfører
  - Ældreordfører
  - Ordfører for afbureaukratisering
- Carl Valentin
  - Miljø- og fødevarerordfører
  - Udlændingeordfører
  - Landbrug-, fiskeri-, og dyrevelfærdsordfører
  - Forbrugerordføre
- Charlotte Broman Mølbæk
  - Handicapordfører
  - Dagtilbud- og inklusionsordfører
  - Kulturordfører
  - Medieordfører
  - Idrætsordfører
- Anne Valentina Berthelsen
  - Forsvarsordfører
  - Psykiatriordfører
  - Indfødsretsordfører
  - Integrationsordfører
- Astrid Carøe
  - Arbejdsmiljøordfører
  - Ordfører for ungdomsuddannelser
  - Ligestillingsordfører
  - LGBTQ+-ordfører
- Theresa Berg Andersen
  - Socialordfører
  - Landdistrikts- og øordfører (delt)
  - Kommunalordfører
  - Kirkeordfører
  - Ordfører vedr. § 71-tilsynet
- Sigurd Agersnap
  - Boligordfører
  - Skatteordfører
  - Iværksætteriordfører
- Marianne Bigum
  - Naturordfører, ordfører for havmiljø og marine naturparker
  - Ordfører for generationsforureninger
  - EU-ordfører
  - Udviklingsordfører og ordfører for global klimapolitik
- Sofie Lippert
  - Transportordfører
  - Uddannelses- og forskningsordfører

## Økonomi
I valgåret 2019 havde Socialistisk Folkeparti indtægter for 11 mio. kr. og udgifter for 17 mio. kr., hvoraf de 10 mio. kr. blev angivet som udgifter i forbindelse med folketings- og Europaparlamentsvalgene det år.
Af indtægterne kom 2 mio. kr. fra medlemskontingenter, 5 mio. kr. var offentlig partistøtte, ½ mio. kr. var indtægter fra partiets såkaldte partiskat, og 2 mio. kr. var frivillige bidrag fra organisationer og privatpersoner. Partiet modtog bidrag på over 20.900 kr. (grænsen for oplysningspligtige beløb) fra 3 organsiationer, nemlig:
- 3F
- Dansk Metal
- HK

## Partiformænd
- 1959-1968: Aksel Larsen (død 1972)
- 1968-1974: Sigurd Ømann (død 1988)
- 1974-1991: Gert Petersen (død 2009)
- 1991-2005: Holger K. Nielsen
- 2005-2012: Villy Søvndal
- 2012-2014: Annette Vilhelmsen
- 2014-: Pia Olsen Dyhr